# Distretto di Marcabamba
Il distretto di Marcabamba è uno dei dieci distretti della provincia di Paucar del Sara Sara, in Perù. Si trova nella regione di Ayacucho e si estende su una superficie di 122,53 chilometri quadrati.

Istituito il 3 aprile 1964, ha per capitale la città di Marcabamba; nel censimento del 2005 contava 775 abitanti.